# 感伤主义
感伤主义（德語：Empfindsamkeit）是个人主义发展的一个阶段，首先是在虔信派的宗教领域，之后发展到生活的各个方面。感伤主义可以被理解为一种世俗化的虔信派（Pietismus），它是通过对内心生活及狂热和感动等主观感情的观察和描述，来表明对于美德和其他道德典范的看法。在感伤主义中，内心的特有感觉被认真对待，甚至是狂热地崇拜这种内心感受，并反对通过宫廷礼仪中的等级观念来规范这种感觉。歌德的《少年维特之烦恼》是感伤主义的顶峰之作。
感伤主义一直在世界文学中占有一席之地。感伤主义在文学的许多体裁都有体现，如感伤主义诗歌、感伤主义小说、感伤主义音乐。欧洲文学的感伤主义在启蒙时代出现，部分是对哲学上的感伤主义的回应。在18世纪的英格兰，感伤主义小说成为了一种主要的文学体裁。